# Bautastein von Store Bjelland
Der Bautastein von Store Bjelland ist ein Menhir. Er steht südlich des Fistervegen, östlich von Fister, nördlich des Sees Hetlandsvatnet im Fylke Rogaland in Norwegen. Der Name Bjelland ist in Norwegen verbreiteter.
Auf einem runden Hügel, nördlich des Hofes Store Bjelland befindet sich ein weithin sichtbarer Menhir, der aus der Eisenzeit stammt. Der etwa 2,75 Meter hohe, an der Basis etwa 1,0 Meter breite und 20 bis 30 cm dicke Stein hat die Form einer großen, dreieckigen stehenden Platte mit einer Spitze.
In der Nähe liegen/stehen das Gräberfeld von Midtre Fister und der Runenstein von Kjølevik.